# الحرب العثمانية الأفشارية (1743-1746)
الحرب العثمانية الأفشارية (1743-1746) هي حرب بين الأمبراطورية العثمانية والدولة الأفشارية في إيران لمدة (1743-1746) وهي اخر حرب لنادر شاه قبل أغتياله كان الانتصار العسكري للفرس ولكن بدون نتائج على الأرض.

## خلفية
حاول الفرس التعديل على معاهدة القسطنطينية (1736)، من خلال المطالبة بالمذهب الجعفري، وكان أقلية في المذهب الشيعي وقبوله كمذهب خامس في الإسلام.
في 1743، أعلن نادر شاه الحرب على الإمبراطورية العثمانية. وطالب باستسلام بغداد. وكان الفرس قد استولوا على بغداد عام 1623 والموصل سنة 1624 في عهد عباس الصفوي، ولكن العثمانيين عام 1625 استعادوا الموصل وبغداد في 1638. معاهدة زهاب عام 1639 بين الإمبراطورية العثمانية والدولة الصفوية أسفرت عن السلام لمدة 85 عاما. بعد سقوط الدولة الصفوية روسيا والإمبراطورية العثمانية وافقتا على تقسيم الشمال الغربي ومنطقة بحر قزوين من بلاد فارس، ولكن مع ظهور نادر شاه، الروس والعثمانيون انسحبوا من المنطقة. نادر شاه شن الحرب ضد العثمانيين 1730-1736 فأـستعاد معطم القوقاز. نادر شاه تحول بعد ذلك شرقا وأعلن الحرب على الإمبراطورية المغولية وغزى الهند.

## الحرب
حلم نادر شاه بإمبراطورية التي من شأنها أن تمتد من نهر السند إلى مضيق البوسفور حيث كان يحلم بتقليد سفاح أسيا تيمورلنك. لذلك جهز جيشا من 200.000 مقاتل والذي يتألف في معظمه من رجال القبائل المتمردة في آسيا الوسطى، وأيضا جنود فارس والقوقاز، وكان يخطط للزحف نحو القسطنطينية، ولكن بعد أن علم أن العلماء العثمانيين كانوا يستعدون لإعلان حرب مقدسة ضد بلاد فارس، تحول شرقا. فاستولى على كركوك واربيل وحاصر الموصل في 14 أيلول 1743. استمر الحصار لمدة 40 يوما. باشا الموصل، الحج حسين آل جليلي، نجح بقيادة أهل الموصل لصد الشاه واضطر نادر شاه إلى التراجع. وتوقف الهجوم بسبب الثورات في بلاد فارس (1743-1744) بسبب ارتفاع الضرائب. القتال امتد أيضا إلى جورجيا، حيث عمل الأمير جيفي أميلاكافاري مع قوة عثمانية على محاولة غير مجدية لتقويض النفوذ الفارسي وطرد حلفاء نادر في جورجيا الأمراء تيموراز الأول وأركلي خان.
في أوائل عام 1744 استأنف نادر شاه هجومه على قارص فحاصرها، ولكنه عاد إلى داغستان لقمع التمرد. عاد بعد ذلك وهزم الجيش العثماني في معركة قارص في آب 1745. تفككت الحرب.ففي أخر أيامه جن نادر شاه وقام بمعاقبة الحاشية المقربين، مما أدى إلى ثورة من أوائل 1745 إلى يونيو 1746. في 1746 تم إقرار السلام وانتهت الحرب. الحدود لم تتغير وبقيت بغداد في أيدي العثمانيين. تنازل نادر شاه عن طلبه للاعتراف بالمذهب الجعفري. الباب العالي سر بذلك وأرسل سفيرا ولكن قبل أن يتمكن من الوصل، اغتيل نادر شاه من ضباطه الخاصيين.

## الملاحظات
1. Jump up ^ Ghafouri, Ali(2008). History of Iran's wars: from the Medes to now,p. 402-403. Etela'at Publishing
2. Jump up ^ Moghtader, Gholam-Hussein(2008). The Great Batlles of Nader Shah,p. 128. Donyaye Ketab
3. Jump up ^ Axworthy, Michael(2009). The Sword of Persia: Nader Shah, from tribal warrior to conquering tyrant,p. 340. I. B. Tauris
4. Jump up ^ Ghafouri, Ali(2008). History of Iran's wars: from the Medes to now,p. 401. Etela'at Publishing
5. Jump up ^ Moghtader, Gholam-Hussein(2008). The Great Batlles of Nader Shah,p. 126. Donyaye Ketab
6. Jump up ^ Lockhart, Laurence. Nadir Shah: A critical study based mainly upon contemporary sources, p. 312. Luzac & Company
7. Jump up ^ Axworthy, Michael(2009). The Sword of Persia: Nader Shah, from tribal warrior to conquering tyrant,p. 339. I. B. Tauris
8. Jump up ^ Axworthy, Michael(2009). The Sword of Persia: Nader Shah, from tribal warrior to conquering tyrant,p. 339. I. B. Tauris
9. Jump up ^ Nicolae Jorga: Geschiste des Osmanichen vol IV, (trans: Nilüfer Epçeli) Yeditepe Yayınları, 2009, ISBN 975-6840-19-X, p. 371
10. Jump up ^ Allen, William Edward David (1932), A History of the Georgian People: From the Beginning Down to the Russian Conquest in the Nineteenth Century, p. 193. Taylor & Francis, ISBN 0-7100-6959-6